# Den magiske orden - en film om dansk design
Den magiske orden - en film om dansk design er en dansk dokumentarfilm fra 1991 med instruktion og manuskript af Claus Bohm.

## Handling
Signalement af dansk formgivning, brugskunst og design - fra Thorvald Bindesbøll omkring århundredeskiftet op gennem det 20. århundrede til modernismen i nyere tid.